# カディス県
カディス県（カディスけん、Provincia de Cádiz）は、スペイン・アンダルシア州の県。西ヨーロッパの大陸部の最南端に位置する。県都はカディス。

## 地理
アンダルシア州ウエルバ県・セビリア県・マラガ県に接している。南西は大西洋に、南東は地中海に面しており、ジブラルタル海峡を通じてアフリカ大陸に対峙している。イギリス領ジブラルタルはカディス県のみと接している。

### 人口
| カディス県の人口推移 1900－2010                         |
|                                                         |
| 出典:INE（スペイン国立統計局）1900年 - 1991年、1996年 - |

## 歴史
1833年スペイン地方行政区分再編ではスペイン全土に49の県が設置された。この際にカディス県も設置され、県都はカディスに定められた。
1939年から1975年のフランコ独裁体制化を経て、スペインの民主化移行期の1970年代末から1980年代初頭にはスペイン全土に17の自治州が設置された。1982年1月11日にはカディス県など8県からなるアンダルシア州が発足した。

## 行政区画
6のコマルカ（郡）、44のムニシピオ（基礎自治体）がある。県都カディス以外の都市にはヘレス・デ・ラ・フロンテーラやアルヘシーラスがある。

### 主な自治体
| 順位 | 基礎自治体                           | 人口 （2012年） |
| ---- | ------------------------------------ | --------------- |
| 1    | ヘレス・デ・ラ・フロンテーラ         | 211,900         |
| 2    | カディス                             | 123,948         |
| 3    | アルヘシーラス                       | 116,917         |
| 4    | サン・フェルナンド                   | 96,772          |
| 5    | エル・プエルト・デ・サンタ・マリーア | 89,068          |
| 6    | チクラーナ・デ・ラ・フロンテーラ     | 81,113          |
| 7    | サンルーカル・デ・バラメーダ         | 67,308          |
| 8    | ラ・リネア・デ・ラ・コンセプション   | 64,704          |
| 9    | プエルト・レアル                     | 41,364          |
| 10   | アルコス・デ・ラ・フロンテーラ       | 31,417          |

### 司法管轄区

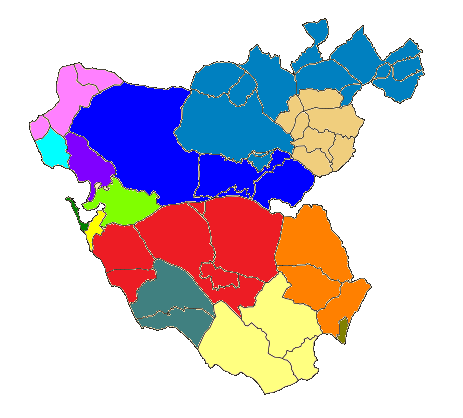
カディス県の司法管轄区

県内は14の司法管轄区に分けられる。太字は中心自治体。
1. チクラーナ・デ・ラ・フロンテーラ司法管轄区[6] - アルカラ・デ・ロス・ガスーレス、ベナルップ＝カサス・ビエハス、チクラーナ・デ・ラ・フロンテーラ、コニル・デ・ラ・フロンテーラ、メディナ＝シドニア、パテルナ・デ・リベーラ
2. アルコス・デ・ラ・フロンテーラ司法管轄区[7] - アルカラ・デル・バジェ、アルガール、アルゴドナーレス、アルコス・デ・ラ・フロンテーラ、ボルノス、エスペーラ、エル・ガストール、オルベーラ、プエルト・セラーノ、セテニル・デ・ラス・ボデーガス、トーレ・アラキメ、ビジャマルティン
3. アルヘシーラス司法管轄区[8] - アルヘシーラス、ロス・バリオス、タリーファ
4. カディス司法管轄区[9] - カディス
5. サン・ロケ司法管轄区[10] - カステジャール・デ・ラ・フロンテーラ、ヒメーナ・デ・ラ・フロンテーラ、サン・ロケ
6. サンルーカル・デ・ラ・バラメーダ司法管轄区[11] - チピオーナ、サンルーカル・デ・ラ・バラメーダ、トレブヘーナ
7. ヘレス・デ・ラ・フロンテーラ司法管轄区[12] - ヘレス・デ・ラ・フロンテーラ、サン・ホセ・デル・バジェ
8. ラ・リネア・デ・ラ・コンセプション司法管轄区[13] - ラ・リネア・デ・ラ・コンセプション
9. サン・フェルナンド司法管轄区[14] - サン・フェルナンド
10. エル・プエルト・デ・サンタ・マリーア司法管轄区[15] - エル・プエルト・デ・サンタ・マリーア
11. ロタ司法管轄区[16] - ロタ
12. プエルト・レアル司法管轄区[17] - プエルト・レアル
13. バルバーテ司法管轄区[18] - バルバーテ、ベヘール・デ・ラ・フロンテーラ
14. ウブリーケ司法管轄区[19] - ベナオカス、エル・ボスケ、グラサレーマ、プラード・デル・レイ、ウブリーケ、ビジャルエンガ・デル・ロサリオ、サーラ

## 経済
かつてはナバンティア社などの造船業が盛んであったが、韓国や中国との競争により危機に瀕している。エアバスとデルファイ社の工場がある。バジェ太陽熱発電所がある。シェリー酒が特産品である。

### 観光業
おもな産業は観光業であり、スペインの内陸部、ドイツ、イギリスからの観光客が多い。大西洋や地中海の沿岸には数多くのビーチがあり、ヨーロッパの県の中では国際環境教育基金(FEE)が認定するブルーフラッグビーチの数が最も多い。ジブラルタル海峡近くは一年を通じて風が吹いているため、タリファ付近はウィンドサーフィンなどのスポーツが盛んである。

### 交通
セビリアやマラガから高速道路が通じている。ヘレス空港がある。